# Operação Custo Brasil

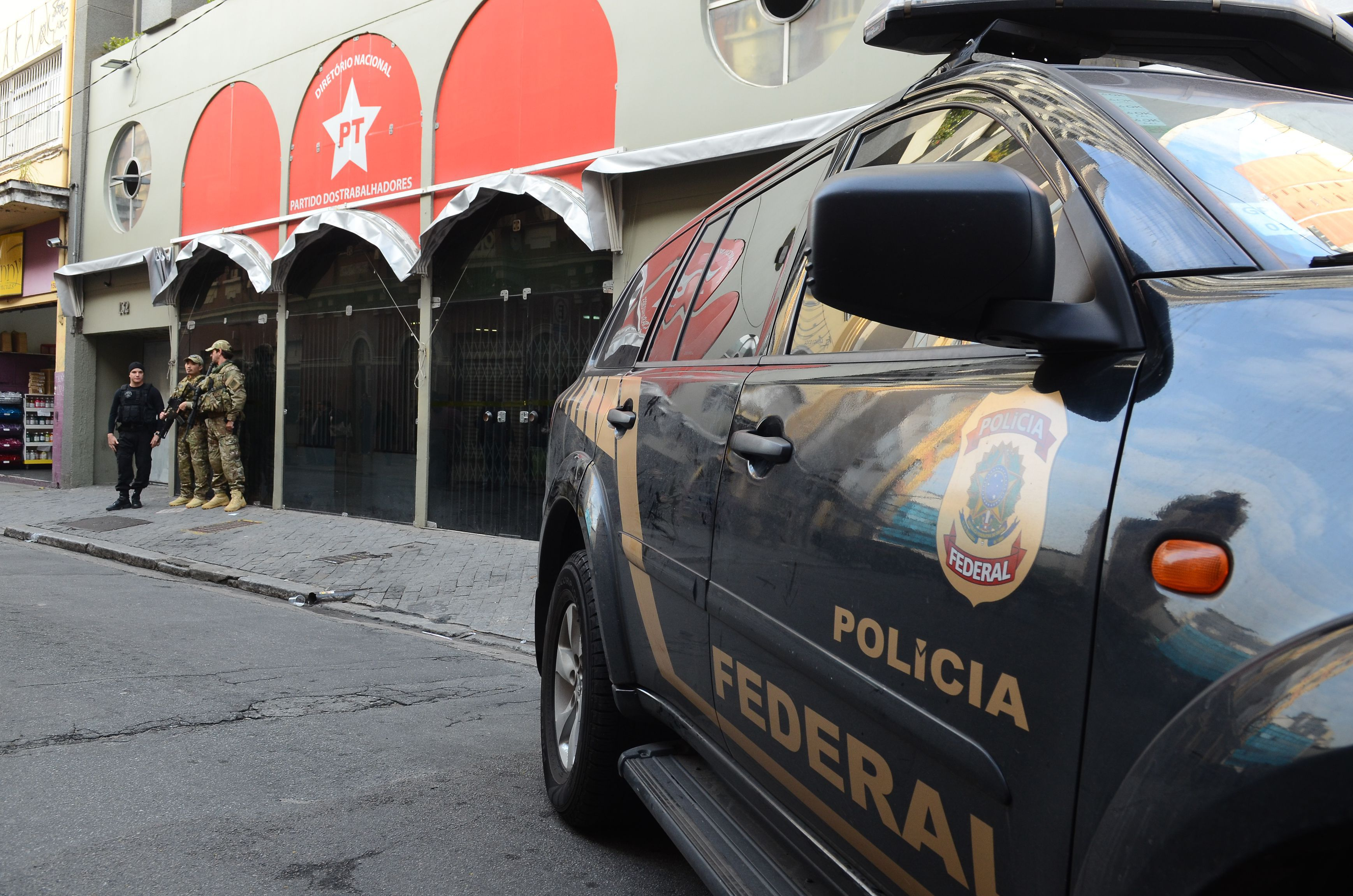
Polícia Federal cumpre mandado de busca e apreensão como parte da Operação Custo Brasil, na sede do Partido dos Trabalhadores, na capital paulista.

Operação Custo Brasil é uma operação da Polícia Federal do Brasil, em conjunto com o Ministério Público Federal e Receita Federal do Brasil, deflagrada em 23 de junho de 2016, como um desdobramento da 18ª fase da Operação Lava Jato.
O objetivo da operação é desbaratar o esquema acusado de fraudar um serviço de gestão de crédito consignado a funcionários públicos. De acordo com as investigações, a empresa contratada para o serviço, o Grupo Consist, cobrava mais do que deveria e repassava 70% do seu faturamento para o PT e para políticos. A propina paga entre 2009 e 2015 teria chegado a cerca de 100 milhões de reais.
A Consist arrecadou nesses cinco anos de serviços 140 milhões de reais, sendo que 40 milhões de reais foram para pagar o custo real da empresa e 100 milhões de reais foram desviados para o esquema de propina. Quem coordenou a distribuição desses 100 milhões de reais foi o ex-tesoureiro do PT João Vaccari Neto.

## Alvos

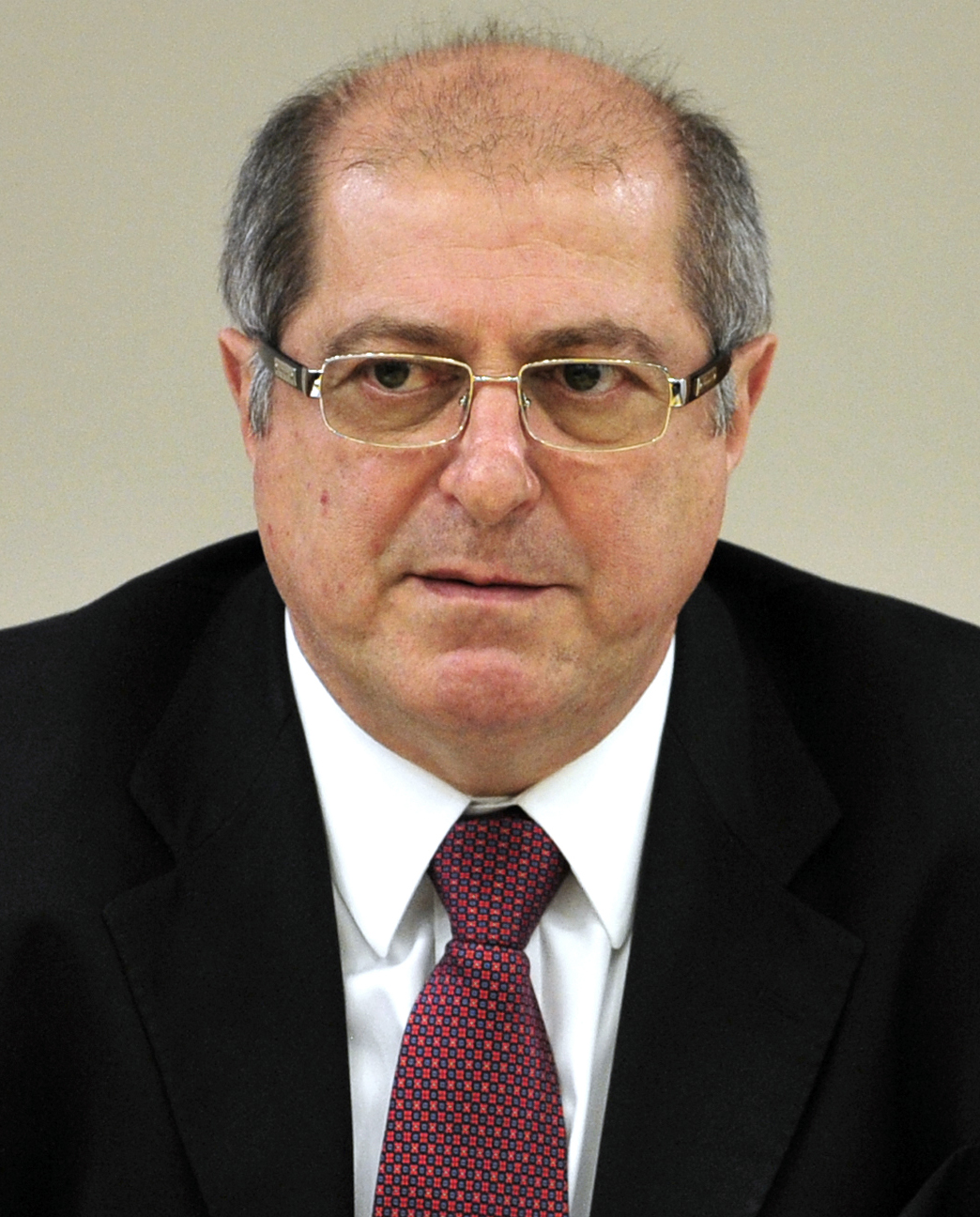
O ex-ministro dos governos Lula e Dilma, Paulo Bernardo, foi preso na operação.

Entre os alvos da operação estão os ex-tesoureiros do PT João Vaccari Neto e Paulo Ferreira, o ex-ministro dos governos Lula e Dilma Paulo Bernardo, Valter Correia da Silva, secretário de Gestão do prefeito de São Paulo, Fernando Haddad, desde março de 2015.
| “ | João Vaccari ele tinha uma função exponencial no esquema, porque ele era responsável por coordenar o recebimento no Partido dos Trabalhadores (PT). As evidências apontam que ele tinha conhecimento de tudo e que era ele que indicava as empresas que deveriam receber os valores e por meio de quais empresas ele deveria receber. Então ele tem uma participação ativa no esquema, tanto que foi decretada a prisão do senhor João Vaccari também | ” |

Também são investigados pela polícia federal o ex-ministro do Tribunal Superior Eleitoral e atual ministro do STF, Dias Toffoli e Carlos Gabas, ex-ministro da Previdência. Um relatório elaborado pela Polícia Federal revela conversas entre Toffoli e Carlos Gabas, investigado por desviar 100 milhões de reais do Ministério do Planejamento. De acordo com reportagem da Revista Veja, o magistrado mantinha conversas e laços de amizade com investigados. Em uma dessas conversas, o relatório do Departamento de Polícia Federal aponta que Gabas teria intermediado, no final de 2014, um suposto tráfico de influência cometido por Elvis Leonardo Cezar (PSDB), atual prefeito de Santana de Parnaíba, para obtenção de liminar que permitisse sua diplomação como prefeito da cidade.

## Mandados
A justiça decretou a condução de quatorze suspeitos para prestar esclarecimentos. Entre eles, o ex-ministro da previdência no governo Dilma, Carlos Gabas, e o jornalista Leonardo Attuch, que teria recebido R$ 120 mil sem prestar nenhum serviço.

## Repúdio
Como Paulo Bernardo coabita com a senadora Gleisi Hoffmann, sua esposa, a violação do domicílio do casal, pela Polícia Federal, mediante autorização emitida por um grau inferior de Justiça, suscitou dúvidas quanto a legalidade da atuação policial e judiciária. A ação foi criticada, não somente por aliados, mas também por adversários políticos e desafetos do casal, o presidente do DEM, José Carlos Aleluia; o líder do PSDB no Senado, Cássio Cunha Lima; e o senador Roberto Requião. O presidente em exercício Michel Temer não criticou a operação mas lamentou. "É um fato doloroso. Eu até vi hoje uma declaração da senadora Gleisi dizendo que ele foi detido na frente dos filhos. Quero publicamente lamentar os fatos", afirmou Temer, em entrevista à Rádio Estadão no Palácio do Jaburu.